# Claudio Bravo (pintor)
Claudio Bravo (8 de novembro de 1936 - 4 de junho de 2011) foi um pintor hiper-realista chileno que viveu e trabalhou em Tânger, Marrocos desde 1972.

## Exposições
As obras de Claudio Bravo incluem-se nas seguintes coleções de arte
- Museu de Arte de Ponce, Ponce, Porto Rico
- Museu de Arte de Baltimore, Baltimore, Maryland
- Museu Metropolitano de Arte, Nova Iorque
- Museo Nacional de Bellas Artes, Santiago de Chile, Chile
- Museu Rufino Tamayo, Cidade do México, México
- Museu Boymans-van Beuningen, de Róterdam, Holanda
- Museu de Arte Moderna, Nova Iorque
- Museu Ludwig, de Colônia, Alemanha
- Palmer Museum of Art, State College, Pensilvania
- Museu de Arte da Filadélfia y Pensilvania.